# Volta a Califòrnia femenina

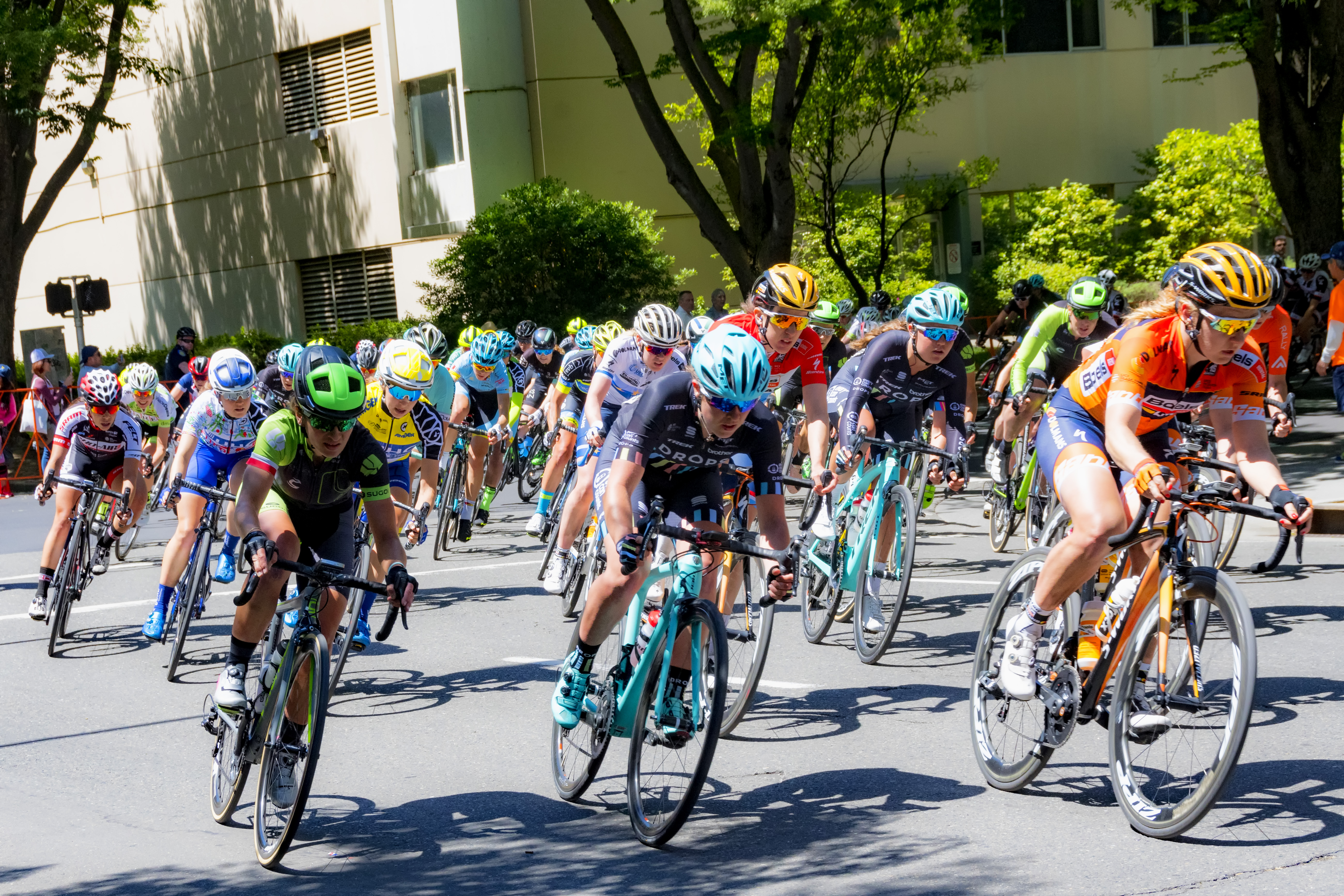
Imatge del Tour de Califòrnia femení de 2017.

La Volta a Califòrnia femenina és una competició ciclista per etapes que es disputa a l'estat de Califòrnia. Des del 2016 forma part del calendari de l'UCI Women's WorldTour. Igual que la seva homònima masculina, es corre el mes de maig.

## Palmarès
| Any  | Vencedora            | Segona            | Tercera                  |
| ---- | -------------------- | ----------------- | ------------------------ |
| 2015 | Trixi Worrack        | Leah Kirchmann    | Lauren Komanski          |
| 2016 | Megan Guarnier       | Kristin Armstrong | Evelyn Stevens           |
| 2017 | Anna van der Breggen | Katie Hall        | Arlenis Sierra Cañadilla |
| 2018 | Katie Hall           | Tayler Wiles      | Katarzyna Niewiadoma     |
| 2019 | Anna van der Breggen | Katie Hall        | Ashleigh Moolman         |